# U-510
U-510 — большая океанская немецкая подводная лодка типа IX-C, времён Второй мировой войны.
Заказ на постройку лодки был отдан судостроительной компании «Дойче Верке» в Гамбурге 20 октября 1939 года. Лодка была заложена 1 ноября 1940 года под строительным номером 306, спущена на воду 4 сентября 1941 года, 25 ноября 1941 года под командованием корветтен-капитана Карла Нейцеля вошла в состав учебной 4-й флотилии. 1 августа 1942 года вошла в состав 10-й флотилии, 1 октября 1944 года вошла в состав 33-й флотилии.
Лодка совершила 7 боевых походов, в которых потопила 11 судов (71 100 брт), повредила 8 судов (53 289 брт), необратимо повредила 3 судна (24 338 брт) и потопила вспомогательный военный корабль (249 брт). Лодка пережила войну, 10 мая 1945 года выведена из эксплуатации в Сен-Назере, Франция. 12 мая 1945 года была передана союзникам. Входила в состав французского флота под именем Bouan. Затоплена 1 мая 1959 года как Q176. Разделана на металл в 1960 году.